# Triphleba orophila
Triphleba orophila är en tvåvingeart som beskrevs av Schmitz 1949. Triphleba orophila ingår i släktet Triphleba och familjen puckelflugor. Inga underarter finns listade i Catalogue of Life.